# Kaus Media
δ Sagittarii (Delta Sagittarii, δ Sgr) ist ein Stern mit einer scheinbaren visuellen Helligkeit von 2,7 mag. Er besitzt die Spektralklasse K3 und seine Entfernung beträgt ca. 350 Lichtjahre.
δ Sagittarii trägt die historischen Eigennamen Kaus Medius, auch Kaus Media (arabisch قوس, DMG Qaūs ‚Bogen‘ und lateinisch medius, „Mitte“), sowie El Karidab.